# Fábio Lopes
Fábio Lopes (São Luís, 24 mei 1985) is een Braziliaans voormalig voetballer die als aanvaller speelde.

## Carrière
Lopes begon zijn carrière in 2004 bij Moto Club de São Luís en speelde tussen 2004 en 2018 voor Coritiba, CA Bragantino, Agremiação Sportiva Arapiraquense en Cruzeiro EC.